# مسجد مؤسسة محمد نوح
مسجد مؤسسة محمد نوح (بالملايو: Masjid Yayasan Mohammad Noah ) هو المسجد الوحيد الذي يقع في مرتفعات جنتنج في اقليم فهغ في ماليزيا.

## التاريخ
تم افتتاح مسجد مؤسسة محمد نوح في عام 1981. ويعمل المسجد أيضا على توفير منطقة للمسلمين في أعلى المرتفعات الوعرة لأداء صلواتهم، سمي المسجد باسم مسجد مؤسسة محمد نوح نسبه إلى تان محمد نوح وهو سياسي ماليزي وكان من بين مؤسسي مؤسسة مرتفعات جنتنج مع تان سري ليم غوه تونغ .